# Одесская духовная семинария
Одесская духовная семинария — старейшее духовное учебное заведение Украинской Православной Церкви на юге Украины.

## История

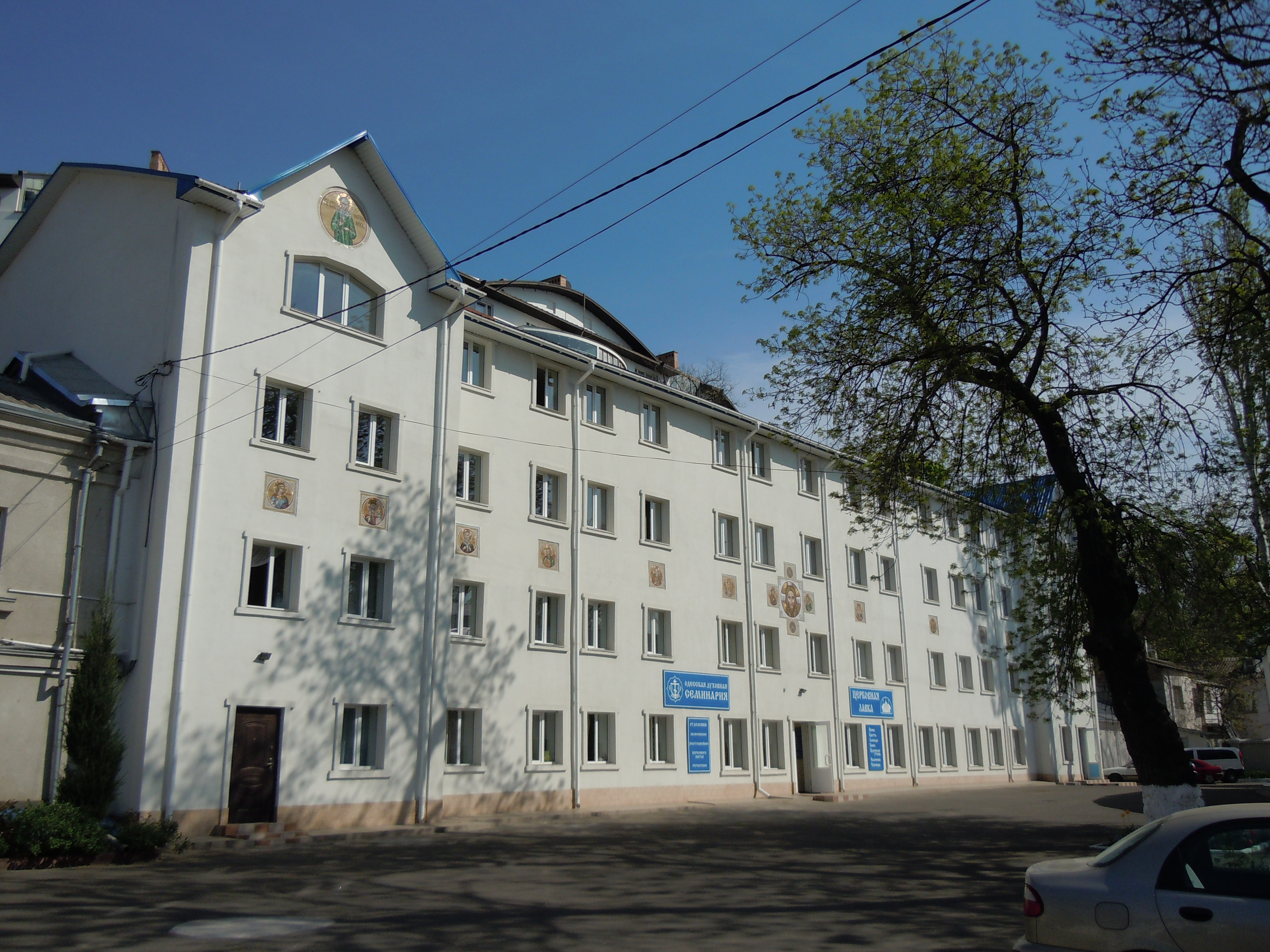
Здание Одесской духовной семинарии в Михайловском монастыре

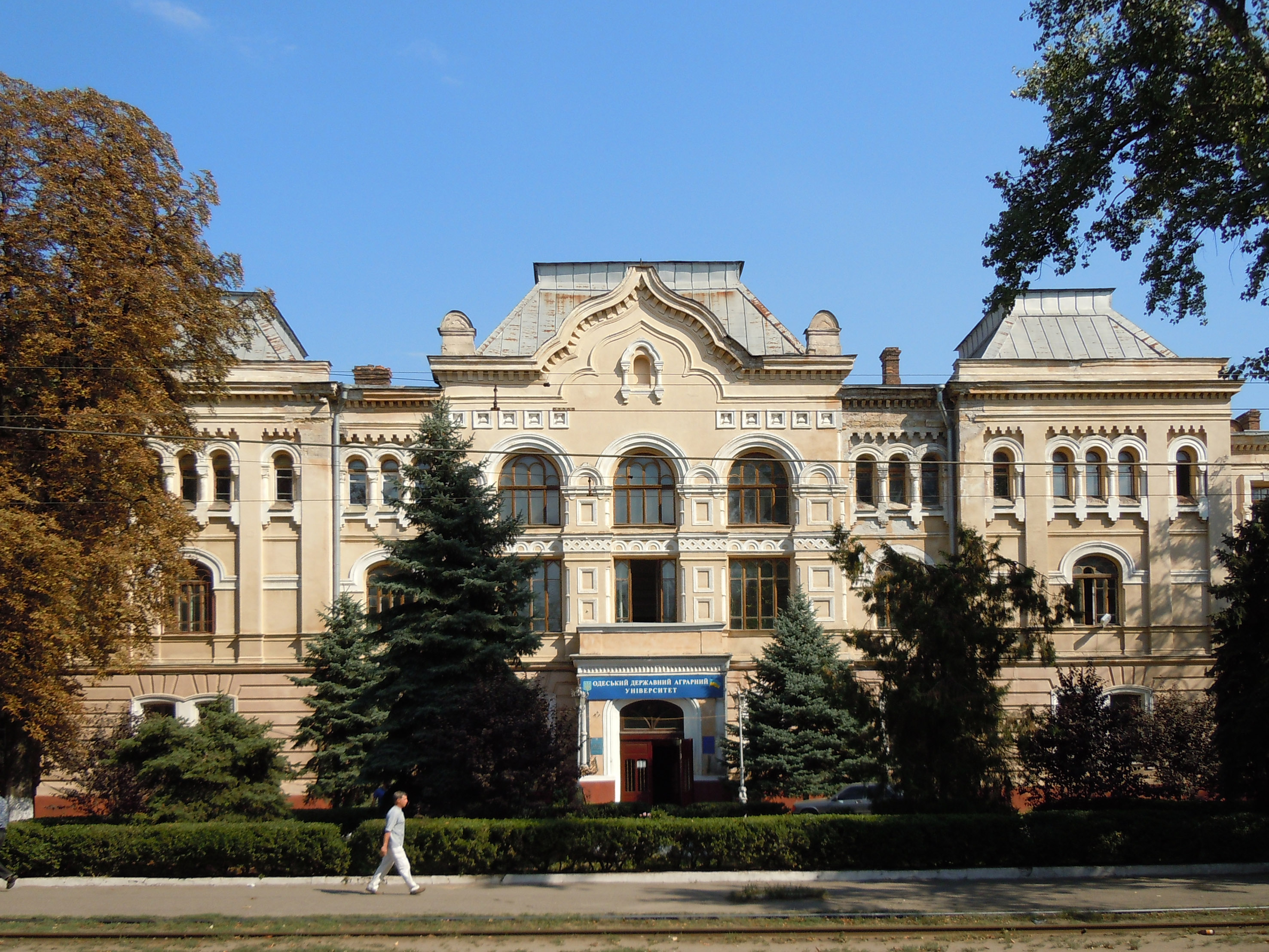
Одесский сельхозинститут

Торжественно открыта 1 октября 1838 года на углу Александровского проспекта и Почтовой улицы под именем Херсонской духовной семинарии (до 1871 года) при архиепископе Херсонском и Таврическом Гаврииле (Розанове), первом правящем архиерее Херсонской епархии. В 1903 году переехала в новое здание на Канатной улице.
Была закрыта в 1920 году приказом Губернского отдела народного образования. Здание передано Одесскому сельскохозяйственному институту.
Была восстановлена в 1945 году при Управляющим епархией епископе Сергии (Ларине) как Пастырско-богословские курсы, спустя год реорганизованные в семинарию, в здании Пантелеимоновского подворья.
В 1961 году была выселена в гостиничные корпуса Успенского монастыря и едва избежала закрытия. Первый класс в 1961/1962 учебном году удалось сформировать в ней только в декабре 1961 года после личного вмешательства Патриарха Алексия I.
В 1967 году, при ректоре архимандрите Агафангеле (Саввине), была произведена перестройка помещений и открыт церковно-археологический кабинет; в 1969 году построен новый двухэтажный корпус, в котором разместились кабинет ректора, классные аудитории, библиотека и читальный зал; в 1977 году — общежительный корпус и актовый зал. В 1980 году был воссоздан храм в честь апостола Андрея Первозванного, освящённый 18 июля митрополитом Сергием (Петровым).

## Современное состояние
Обучение осуществляют 29 преподавателей во главе с ректором протоиереем Димитрием Яковенко.
При семинарии действуют регентское, иконописное и золотошвейное отделения; издаётся пастырско-богословский журнал «Андреевский вестник».
- Ректор — протоиерей Дмитрий Яковенко
- Проректор по учебно-методической работе — протоиерей Андрей Гавриленко;
- Проректор по воспитательной работе — епископ Анастасий (Бедников);
- Секретарь совета, заведующий сектором заочного отделения — архимандрит Тихон (Василиу).

## Ректоры
- Порфирий (Успенский) (18 июля 1838 года — 1840)
- Афанасий (Дроздов) (4 апреля 1840 — 1841)
- Никодим (Казанцев) (20 июня 1841 — 1845)
- Израиль (Лукин) (25 июля 1845 — 1848)
- Парфений (Попов) (12 апреля 1848 — 1852)
- Серафим (Аретинский) (17 мая 1852 — 2 декабря 1858)
- Феофилакт (Праведников) (1 декабря 1858 — август 1868)
- Павловский, Михаил Карпович (август — ноябрь 1868)
- Чемена, Мартирий Федорович (12 ноября 1868 — 1900)
- Флоровский, Василий Антонович (1900 — 1902)
- Анатолий (Каменский) (1903 — ноябрь 1906)
- Бречкевич, Константин Васильевич (ноябрь 1906 — ?)
- Чемена, Виктор Фёдорович (1946 — ?)
- Дьяконов, Евгений Петрович (? — 15 февраля 1951)
- Кремлёв, Василий Петрович (1951—1956)
- Иннокентий (Сокаль) (1956—1957)
- Концевич, Николай Васильевич (1957 — 31 марта 1959)
- Сергий (Петров) (26 мая 1959 — 1961)
- Леонтий (Гудимов) (16 марта 1961 — 1962)
- Михаил Варжанский (январь 1962 — 3 августа 1963)
- Антоний (Мельников) (1963 — 25 мая 1965)
- Владимир (Сабодан) (1965—1966)
- Феодосий (Дикун) (21 марта 1966 — 1967)
- Агафангел (Саввин) (29 мая 1967 — 10 ноября 1975)
- Протоиерей Александр Кравченко (19 ноября 1975 — 24 декабря 1991)
- Тихон (Бондаренко) (январь 1992 — 1993) — исполняющий обязанности.
- Агафангел (Саввин) (1993—1998)
- Евлогий (Гутченко) (1998—2007)
- Серафим (Раковский) (2007-2020)
- Протоиерей Димитрий Яковенко с 2020